# Казинец, Леонид Александрович
Леони́д Алекса́ндрович Казине́ц (род. 30 ноября 1966, Москва) — российский предприниматель, девелопер, общественно-политический деятель, спортсмен. Председатель Совета директоров и владелец корпорации «Баркли»..
Леонид Казинец является членом Совета при Президенте РФ по жилищной политике и повышению доступности жилья, Членом бюро правления РСПП и Председателем Комиссии РСПП по жилищной политике, советником мэра Москвы на общественных началах, Президентом Всероссийской ассоциации «Национальное объединение застройщиков жилья», участником ряда других профильных организаций.

## Биография
Леонид Александрович Казинец родился 30 ноября 1966 года в Москве.
В 1989 году с отличием окончил Московский институт инженеров геодезии, аэрофотосъемки и картографии, факультет прикладной космонавтики. В строительной отрасли работает с 1989 года. В 1993 году основал инвестиционно-строительную корпорацию «Баркли», которая в настоящее время является одним из ведущих участников рынка в области строительства и девелопмента. Корпорация «Баркли» приняла участие в реконструкции около 300 объектов недвижимости в Москве, а в качестве инвестора-застройщика построила более 30 объектов.
В 2008—2009 годах прошел обучение по программе для управленцев и топ-менеджеров во всемирно известной бизнес-школе INSEAD (Париж). Имеет степень кандидата экономических наук.
Свободно владеет английским, немецким языками.

## Баркли

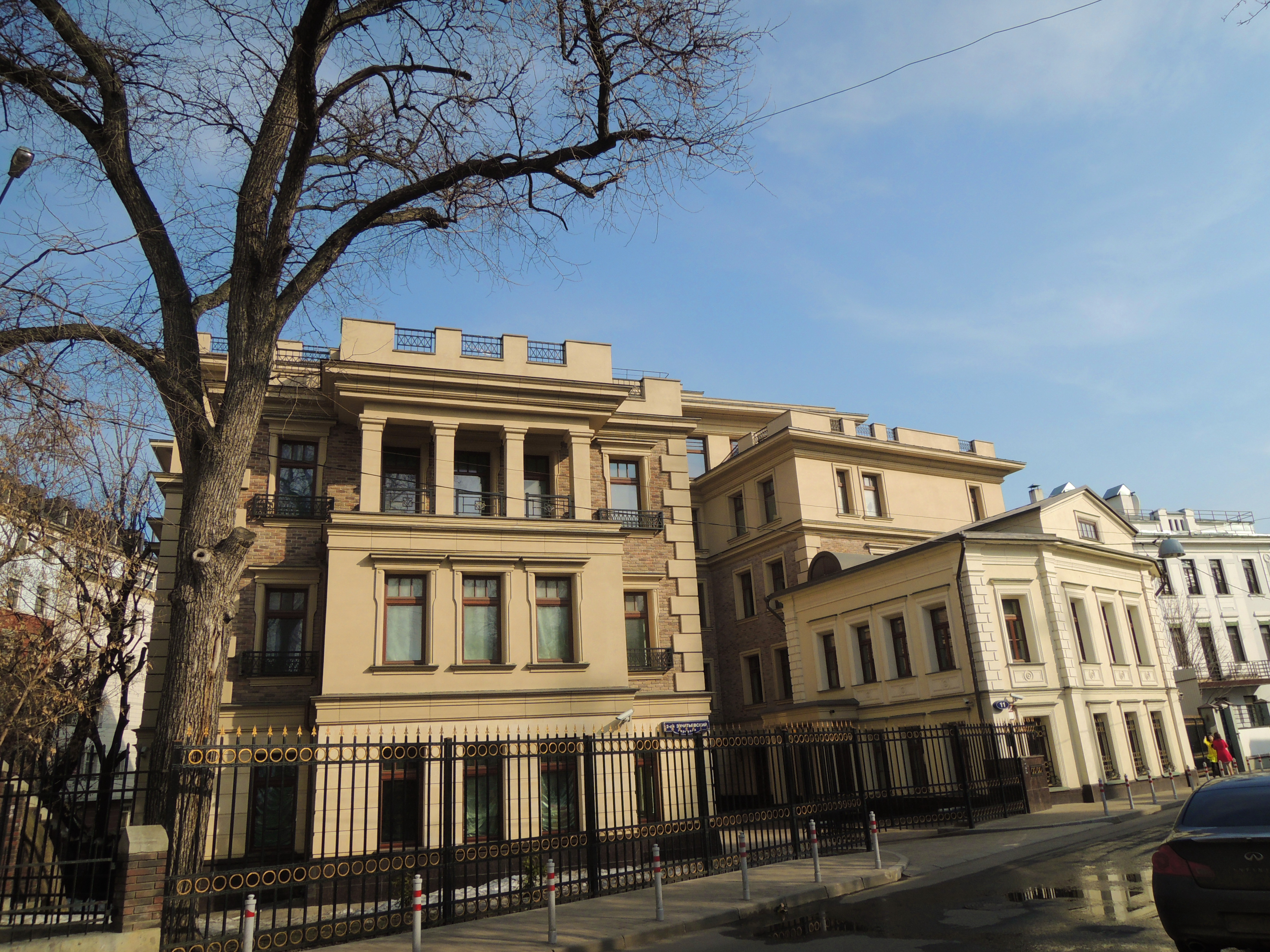
Клубный дом корпорации «Баркли», 2-й Зачатьевский переулок

Корпорация «Баркли» основана в 1993 году и в настоящее время является ведущим участником рынка элитной и жилой недвижимости. Основные виды деятельности корпорации: инвестиции и строительство, девелопмент и управление проектами. С момента основания корпорация «Баркли» построила и ввела в эксплуатацию более 300 объектов разного назначения: бизнес-центры, жилые комплексы бизнес-, premium- и de luxe класса.
Корпорация привлекает к работе над своими проектами лучших российских и мировых специалистов, в том числе ведущих западных дизайнеров — Келли Хоппен и Филиппа Старка.
Наиболее известные проекты корпорации «Баркли»:
- Дом с французскими окнами (окончание строительства в 2001 году)
- Дом у Никитских ворот (2005)
- Особняк в Хилковом переулке (2008)
- ЖК Мономах (2008)
- Многофункциональный комплекс Barkli Plaza (2009)
- Клубный дом во 2-м Зачатьевском переулке (2009)
- ЖК Доминанта (2009)
- ЖК Приоритет (2011)
- Клубный дом Barkli Virgin House (2012)
- ЖК Barkli Park (2013)
- ЖК Barkli Residence (2017)
- Клубный дом Barkli Gallery (2019)[7]
- ЖК Barkli Медовая Долина (2022)[8]

Летом 2013 году корпорация «Баркли» объявила о начале строительства нового объекта — жилого комплекса premium-класса Barkli Residence. Архитектурная концепция проекта в стиле неоклассицизма разработана американским бюро Robert A.M. Stern Architects под руководством Роберта Стерна. Окончание строительства изначально было запланировано на 2016 год. Позже сроки сдачи были перенесены на 2017 год. В этом же году проект получил разрешение на ввод.
В 2014 году было анонсировано строительство ЖК «Barkli Gallery» в районе ст. м. «Третьяковская», по соседству с Третьяковской галереей. Проект получил разрешение на ввод в 2019 году. В 2017 году началось строительство ЖК «Баркли Медовая долина» в деревне Крёкшино на южной границе Новомосковского административного округа. Согласно первой проектной декларации завершение строительства всего комплекса должно быть завершено в 4 квартале 2018 года. В 2021 году девелопер получил разрешение на ввод.
В марте 2023 года появились сообщения о том, что «Баркли» может запустить новый проект – построить апарт-комплекс рядом с торговым центром «Авиапарк» в Москве.
Проекты корпорации «Баркли» неоднократно становились победителями и лауреатами российских и международных премий, в том числе:
- European Property Awards
- Urban Awards
- RREF Awards
- Green Awards
- «Дом года»
- Диплом фестиваля «Зодчество»
- «Экологический Олимп»
- Proestate Awards
- WOW Awards[7]

и др.
По данным базы РБК Компании, по итогам 2021 года прибыль АО «Баркли» составили 1,48 млрд рублей.

## Общественно-политическая деятельность
Леонид Казинец является членом Бюро Правления РСПП и Председателем Комиссии РСПП по жилищной политике, основной целью которой является участие в выработке государственной жилищной политики и защита прав застройщиков.
Также Леонид Казинец является руководителем рабочей группы при АСИ по реализации инициативы «Упрощение процедур получения разрешения на строительство» в рамках реализации Национальной предпринимательской инициативы по улучшению инвестиционного климата в РФ
В июне 2013 года состоялся Учредительный съезд, на котором было объявлено о создании Национального объединения застройщиков жилья, президентом ассоциации был избран Леонид Казинец. Среди основных задач организации: отстаивание интересов застройщиков на федеральном и региональном уровнях, защита предпринимателей на местах от произвола чиновников, включение в оборот простаивающих земель, устранение административных барьеров, снижение расходов на подключение к инженерным сетям, увеличение объёмов кредитования и стимулирование строительства энергоэффективных домов.
Леонид Казинец является членом Совета при Президенте РФ по жилищной политике и повышению доступности жилья, первым заместителем Председателя Общественного совета Минстроя России, членом Экспертного совета при Правительстве РФ (Открытое Правительство), советником Мэра Москвы на общественных началах.
Другие направления общественно-политической деятельности Леонида Казинца:
- Член Правительственной комиссии по вопросам конкуренции и развития малого и среднего предпринимательства.

## Награды и премии
- В 2006 году Леониду Казинцу присвоено звание «Почетного строителя России»[1].
- Председателем Правительства РФ Дмитрием Медведевым в 2013 году Леониду Казинцу объявлена благодарность за большой вклад в разработку дорожных карт национальной предпринимательской инициативы и создание благоприятного инвестиционного климата в РФ[26].
- Министром экономического развития РФ Эльвирой Набиуллиной в 2012 году Леониду Казинцу объявлена благодарность за содействие развитию предпринимательской и инвестиционной деятельности в РФ.
- Известен фразой о разрушенном здании Военторга на Воздвиженке: «А что Военторг? Кто решил, что это интересное здание? Должны быть четкие классификаторы объектов, которые действительно являются памятниками. Такие, как список ЮНЕСКО. Почему город должен умирать, как Венеция? Почему нам не строить новые красивые дома? <…> В центре 70 процентов зданий не представляют никакого интереса. Зачем эти халупы поддерживать? На какие средства? Я за то, чтобы в городе всё старье вычистить».[27]
- В 2015 году присвоено почётное звание заслуженный строитель Российской Федерации[28]

## Спорт
Леонид Казинец является кандидатом в мастера спорта по альпинизму и парусным гонкам на яхтах, мастером спорта международного класса по парашютному спорту, многократным чемпионом России и призёром чемпионатов мира по парашютному спорту.
Леонид Казинец выступает в составе национальной сборной по парашютной групповой акробатике «Barkli».
Дважды занесен в Книгу Рекордов Гиннесса.

## Популярность
Леонид Казинец приобрёл широкую известность после интервью «Москва — это правильная тусовка» корреспонденту журнала «Огонёк» (№ 24 от 11—17 июня 2007 года) Екатерине Даниловой, в котором было сказано:

- Не хотите напрягаться — езжайте в другие места. Там спокойная жизнь, дешёвое жилье и сирень под окнами. Вы же сидите в центре цивилизации, хотите ездить на дорогой машине, есть в дорогом ресторане, жить в дорогой квартире. А что вы для этого сделали?
- Москва станет комфортной, зеленой и красивой, как только она откажется от патерналистской политики. Как только люди перестанут считать, что в этом городе можно жить на 300 долларов в месяц. Скажите честно: в этом городе, если ты не получаешь несколько тысяч долларов в месяц, тебе нечего делать.
- Хотите зарабатывать — зарабатывайте. Нет — переезжайте в отдалённый город, а к родственникам в Москву — 3 часа на электричке, ничего страшного. Вы по Москве и так по два часа в пробках в одну поездку мучаетесь.
- В центре 70 процентов зданий не представляют никакого интереса. Зачем эти халупы поддерживать? На какие средства? Я за то, чтобы в городе все старьё вычистить.

В ещё одном интервью «Дорогая моя Москва» корреспонденту журнала «Огонёк» (№ 21 от 22—28 мая 2006 года) Екатерине Даниловой Леонид Казинец так же излагал свои оригинальные идеи социальных инноваций:

- Я не раз говорил на крупных совещаниях, что готов взять на себя ответственность за то, чтобы осуществить национальный проект. И знаю, как это сделать. Но совсем не так, как это делают сейчас. Я смотрю на этот проект не с точки зрения идеологии, а с точки зрения хорошо просчитанной бизнес-модели.
- Для тех жителей Москвы, кто не очень много зарабатывает, оплата коммунальных платежей будет обременительной. Вопрос — что с этим делать? Видимо, им нужно отсюда уезжать. Я не хочу показаться совсем циничным, но Москва — очень дорогой город. Приходит человек и говорит: «Я зарабатываю 300 долларов и хочу жить в центре, на Арбате». Это невозможно! Это не его город.
- Москва стала мегаполисом международного уровня. Здесь должны быть высокие цены. Вы же не пытаетесь купить в Лондоне булку за 12 копеек. Для того, чтобы здесь жить, нужно много зарабатывать. А чтобы зарабатывать на все это, нужно вкалывать. А вкалывать в нашей стране никто не хочет. И те, кто действительно вкалывает, везде живут очень хорошо.
- Если цены на жилье здесь будут предельно высокими, то это защитит столицу. А если цены не будут предельно высокими, тогда Москва превратится в Дели или Мехико — ежедневный кошмар.

Фильм Андрея Лошака «Теперь здесь офис» с участием Леонида Казинца был снят с эфира НТВ, по этому случаю «Новая Газета» (№ 47 от 3 июля 2008 года) опубликовала статью .

## Интересные факты
- Москвич в третьем поколении[33]
- В детстве учился в спортивной школе олимпийского резерва[33]
- Увлекается спортивно-боевым видом единоборств «Кудо»[33]
- Инициация компанией «Баркли» сноса исторических зданий вызывает значительный протест в обществе и неоднозначные оценки экспертов. Одна из резонансных утрат — конструктивистское здание Донских бань (год постройки 1930, снос по инициативе «Баркли» — 2013).